# Strabomantis
Strabomantis (лат.) — род бесхвостых земноводных из семейства Strabomantidae либо из подсемейства Craugastorinae семейства Craugastoridae. Обитают в тропиках Центральной (Коста-Рика, Панама) и Южной (Бразилия, Венесуэла, Колумбия, Перу, Эквадор) Америк.
Голова много шире туловища. Длина от 30 мм у S. sulcatus до 106 мм у S. cheiroplethus. Барабанная перепонка отчётливая. Первый палец передней конечности длиннее второго; 3-й палец ноги длиннее пятого. Молекулярно-генетический анализ показал монофилию рода.

## Классификация
На апрель 2019 года в род включают 16 видов:
- Strabomantis anatipes (Lynch & Myers, 1983) — Утиная листовая лягушка[5]
- Strabomantis anomalus (Boulenger, 1898) — Малоухая листовая лягушка[5]
- Strabomantis biporcatus Peters, 1863 — Двухгребнистая листовая лягушка[6]
- Strabomantis bufoniformis (Boulenger, 1896) — Жабья листовая лягушка[6]
- Strabomantis cadenai (Lynch, 1986)
- Strabomantis cerastes (Lynch, 1975) — Рогатая листовая лягушка[7]
- Strabomantis cheiroplethus (Lynch, 1990)
- Strabomantis cornutus (Jiménez de la Espada, 1870)
- Strabomantis helonotus (Lynch, 1975)
- Strabomantis ingeri (Cochran & Goin, 1961) — Листовая лягушка Ингера[8]
- Strabomantis laticorpus (Myers & Lynch, 1997)
- Strabomantis necerus (Lynch, 1975) — Широкоголовая листовая лягушка[9]
- Strabomantis necopinus (Lynch, 1997)
- Strabomantis ruizi (Lynch, 1981) — Листовая лягушка Руиса[10]
- Strabomantis sulcatus (Cope, 1874)
- Strabomantis zygodactylus (Lynch & Myers, 1983) — Водопадная листовая лягушка[11]